# Benigna
Benigna – imię żeńskie pochodzenia łacińskiego, odpowiednik męskiego imienia Benignus, Benigny. Pochodzi od przymiotnika benigna, oznaczającego „dobroduszna, uprzejma, przyjazna, życzliwa”, który następnie stał się przydomkiem, a później imieniem. W Polsce po raz pierwszy zanotowane w XIV wieku, jednak w odniesieniu do osoby żyjącej w wieku XI.  
Patronką tego imienia jest bł. Benigna z Wrocławia (lub Trzebnicy).
Staropolskie zdrobnienia: Bieniaszka, Bienusza, Bieńka (może też od Benedykty), Biechna (też od Benedykty i Beaty), Bogna (która mogła być wcześniej istniejącym skróceniem od imion złożonych typu Bogumiła). 
Benigna imieniny obchodzi 20 czerwca, jako wspomnienie bł. Benigny.

## Odpowiedniki w innych językach
- łacina – Benigna
- język angielski – Benigna
- język francuski – Bénigne (też dla Benignusa)
- język hiszpański – Benigna
- język niemiecki – Benigna
- język rosyjski – Benigna
- język węgierski – Benigna
- język włoski – Benigna

## Znane osoby noszące imię Benigna
- Benigna z Wrocławia – mniszka i święta
- Wilhelmina Żagańska, właśc. Katharina Friederike Wilhelmine Benigna von Kurland – księżna żagańska